# Didi Chuxing
Didi Chuxing Technology Co., Ltd. (čínsky 滴滴出行; pinyin Dīdī Chūxíng), nebo krátce DiDi, je čínská nadnárodní dopravní a technologická společnost umožňující objednání přepravy osobním automobilem, založená v roce 2012 se sídlem v Pekingu. Je to jediná firma do které investovali všichni tři čínští internetoví „giganti“ Baidu, Tencent a Alibaba Group.
DiDi vyvíjí umělou inteligenci a technologie pro samořízená motorová vozidla. Mobilní aplikace DiDi, jenž je k mání i v angličtině od roku 2017, umožňuje přívolávání taxiků a sdílení jízd v reálném čase (anglicky „real-time ridesharing“).
V roce 2017 DiDi zprostředkoval celkem 7.4 miliard jízd, ve srovnání s 4 milardami, které zprostředkoval americký Uber. V lednu 2018 DiDi nahradil Uber jako nejcennější startup s odhadovanou hodnotou 56 miliard USD.